# Jens Lekman
Jens Lekman (* 6. Februar 1981 in Angered) ist ein schwedischer Musiker.
Sein Debüt-Album When I Said I Wanted To Be Your Dog wurde am 18. August 2004 veröffentlicht und erreichte Platz 6 in Schweden. Stilelemente sind komplexe Arrangements mit 1960er-Jahre-Einflüssen, Chören und Waldhörnern. Mit Maple Leaves, Rocky Dennis In Heaven und Julie hatte er drei Charthits in Schweden, weitere bekannte Stücke sind You Are The Light und Black Cab.
Die schwedische Elle hat ihn in der Kategorie „Sexiest Man of Sweden“ auf Platz 15 gewählt.

## Diskografie
Alben
- When I Said I Wanted To Be Your Dog (2004)
- Oh You’re So Silent, Jens (2005)
- Night Falls Over Kortedala (2007)
- I Know What Love Isn’t (2012)
- Life Will See You Now (2017)

Singles
- Maple Leaves (2003)
- Rocky Dennis In Heaven (2004)
- Julie (2004)